# Pristipomoides macrophthalmus
Espèce
Pristipomoides macrophthalmus est une espèce de poissons de la famille des Lutjanidae.